# Ketrecharc – A leszámolás
A Ketrecharc – A leszámolás (eredeti cím: Never Back Down 2: The Beatdown), avagy a Sose hátrálj meg 2. 2011-ben bemutatott amerikai harcművészeti film, a 2008-as Sose hátrálj meg című film folytatása. A főszerepben Evan Peters, Michael Jai White, Dean Geyer, Alex Meraz, Todd Duffee, Scott Epstein és Jillian Murray látható. A projekt White rendezői debütálása.
Világpremierje 2011. április 8-án volt az észak-karolinai Asheville-ben megrendezett ActionFest filmfesztiválon. A film közvetlenül DVD-n jelent meg 2011. szeptember 13-án a Sony Pictures Home Entertainment forgalmazásában. 
Négy különböző háttérrel rendelkező bunyós összefog, hogy egy ex-MMA feltörekvő sztár irányítása alatt eddzenek, majd végül egymás ellen küzdjenek meg.

## Cselekmény
Max Cooperman a „The Beatdown” nevű földalatti rendezvényen egy újabb közelgő küzdelemért felel, és négy bunyós elkezd edzeni egy üres telken a meglehetősen tapasztalt harcművész, Case Walker vezetésével: Zack Gomes nemrég hagyta abba a bokszolást, miután egy mérkőzésen részlegesen levált az egyik retinája; Tim Newhouse MMA harcos családja eladósodott az apja halála után; Mike Stokes egyetemista, aki azzal a problémával küzd, hogy az apja elhagyta az anyját egy másik férfiért; Justin Epstein képregénybolti eladó, gyakori áldozata a zaklatásoknak. Max felajánlja Case-nek a lehetőséget, hogy némi pénzhez jusson, és egyúttal segítsen neki népszerűsíteni a Beatdownt. Néhány héttel az edzés után a négy gyakornok összeveszik azon, hogy miért edzenek és miért érdemlik meg a versenyen való részvételt, a legrosszabb pedig az, hogy Justin és Zack fizikailag bántják egymást, így magukra hagyják őket, hogy lerendezzék a dolgot. Később Case-t rendőrök kezdik zaklatni, akik megfenyegetik, hogy megszegi a próbaidejét. Emiatt a csapat egy új edzőtermet épít, ahol edzeni tudnak és ahol megrendezhetik a Beatdown versenyt.
Veszélybe kerülnek, amikor Justin a folyamatos zaklatásoktól kikészül, elhatározva, hogy nem csak személyes ellenségei, hanem maga a csoport ellen is támadást indít: a mentorukat bemártja a rendőrség előtt, megpróbálva börtönbe juttatni. A csoport többi tagja bosszúból összefog és a Beatdownban felveszik a harcot Justinnal. Mivel mindenkinek meg kell küzdenie a saját megpróbáltatásaival, hogy eljusson a végső mérkőzésig, végül csak egyikük állhat szemben a másikkal. Mike legyőzi Zacket, míg Justin megsebesíti Timet a mosdóban, így ő kiesik a versenyből. A verseny döntőjében Mike kimerítő küzdelembe keveredik Justinnal, amíg végül egy Omoplata fogással, Justin jobb vállának eltörésével győz. Justin megpróbál visszavágni azzal, hogy hátulról ráugrik Mike-ra, de a férfi Superman-mozdulattal kiüti. Miközben Mike és barátnője, Eve a győzelmet ünnepli, végül felhívja az apját, és megkéri, menjenek el vacsorázni, mert sok megbeszélnivalójuk van. Case-t felhívja "Big" John McCarthy és megerősíti, hogy visszatér az MMA-ba.

## Szereplők
| Szerep         | Színész           | Magyar hang         |
| -------------- | ----------------- | ------------------- |
| Max Cooperman  | Evan Peters       | Moser Károly        |
| Mike Stokes    | Dean Geyer        | Papp Dániel         |
| Zack Gomes     | Alex Meraz        | Hamvas Dániel       |
| Tim Newhouse   | Todd Duffee       | Seszták Szabolcs    |
| Justin Epstein | Scott Epstein     | Varga Rókus         |
| Eve            | Jillian Murray    | Molnár Ilona        |
| Case Walker    | Michael Jai White | Barabás Kiss Zoltán |
| Vale           | Laura Cayouette   | Katona Zoltán       |
| D.J. Bravo     | Eddie Bravo       |                     |

## A film készítése
A forgatás 2010 szeptemberében kezdődött és 2010 novemberében fejeződött be a Louisiana állambeli Baton Rouge-ban. A 3 millió dolláros költségvetésből a filmet négy hét alatt forgatták le, a próbák pedig két hetet vettek igénybe. A harcokat Larnell Stovall koreografálta.

## Számlista
1. Rular Rah – "It's Supposed to Happen"
2. Rular Rah – "The Freshest"
3. Joe Jackson feat. Skratch Music – "Super Star"
4. Stephen R. Phillips & Tim P. – "Lick My Plate"
5. Tucker Jameson & The Hot Mugs – "Train Tracks"
6. Rick Balentine – "1st Attack of the Marms"
7. Willknots – "Perfect Day"
8. Startisan – "Just"
9. For The Taking – "Time Is Running Out"
10. Justyna Kelley – "Fall Into You"
11. Stereo Black – "Inside"
12. Metaphor the Great & Jonathan Jackson – "Doo Doo Butt"
13. Kritical – "Are You Ready for This"
14. Pre-Fight Hype – "It's Goin Down"
15. Robert Fortune – "Cadillac"
16. The Resistors – "UTA"
17. For The Taking – "Takedown"
18. Rular Rah – "Only If You Knew"
19. Compella and The Twister – "Are You Ready"
20. Cody B. Ware – "#33 Forever"[A]
21. Tucker Jameson & The Hot Mugs – "Last Train Home"
22. Compella and The Twister – "Dropped"

## Fordítás
- Ez a szócikk részben vagy egészben  a   Never Back Down 2: The Beatdown című angol Wikipédia-szócikk fordításán alapul.  Az eredeti cikk szerkesztőit annak laptörténete sorolja fel. Ez a jelzés csupán a megfogalmazás eredetét és a szerzői jogokat jelzi, nem szolgál a cikkben szereplő információk forrásmegjelöléseként.